# Sham 69
Sham 69 je engleski punk sastav. Osnovan je u Hershamu 1976. godine.
Nije bio komercijalno uspješan kao mnogi njegovi suvremenici, iako je imao podosta pjesama koje su ušle na top-ljestvice. Unatoč tome mnogo je utjecao na Oi! i street punk. Ime ovog sastava navodno dolazi od dijela zidnog grafita kojeg je njihov utemeljitelj Jimmy Pursey ugledao na nekom zidu. Grafit je izvorno glasio |Walton & Hersham '69 no dio je izblijedio. Odnosio se na nogometni klub Walton & Hersham FC koji je 1969. godine osigurao ulazak u Athenian League, englesku amatersku nogometnu ligu koja obuhvaća klubove iz Londona i okolice.
Sastav je djelovao od 1976. do 1980. te od 1989. do danas. Članovi su Jimmy Pursey, Dave Parsons, Dave Tregunna i Mark Cain. U sastavu su nekad bili Mat Sargent, Al Campbell, Billy Bostick, Alby Maskell, Neil Harris, Ricky Goldstein, Andy Prince, Tim V i Ian Whitewood.

## Diskografija

### Albumi
| Naslov                                                       | Datum objavljivanja | UK Albums Chart |
| ------------------------------------------------------------ | ------------------- | --------------- |
| Tell Us the Truth                                            | 1978                | 25              |
| That's Life                                                  | 1978                | 27              |
| The Adventures of the Hersham Boys                           | 1979                | 8               |
| The Game                                                     | 1980                | -               |
| Volunteer                                                    | 1988                | -               |
| Information Libre                                            | 1991                | -               |
| Kings & Queens                                               | 1993                | -               |
| Soapy Water and Mister Marmalade                             | 1995                | -               |
| The A Files                                                  | 1997                | -               |
| Direct Action: Day 21                                        | 2001                | -               |
| Hollywood Hero (U.S.) (a.k.a. Western Culture (UK / Europe)) | 2007                | -               |
| Who Killed Joe Public                                        | 2010                | -               |
| Their Finest Hour                                            | 2013                | -               |
| It'll End in Tears                                           | 2015                | -               |

### Singlovi
| Datum objavljivanja | A-strana                     | B-strana                                                      | Izdavač i kataloški broj | Album                              | UK Singles Chart |
| ------------------- | ---------------------------- | ------------------------------------------------------------- | ------------------------ | ---------------------------------- | ---------------- |
| Listopad 1977.      | "I Don't Wanna"              | "Red London" / "Ulster"                                       | Step Forward SF 4        | -                                  | -                |
| 1977.               | "Song of the Streets"        | N/A                                                           | (self released)          | -                                  | -                |
| Siječanj 1978.      | "Borstal Breakout"           | "Hey Little Rich Boy"                                         | Polydor 2058 966         | Tell Us the Truth                  | -                |
| Travanj 1978.       | "Angels with Dirty Faces"    | "Cockney Kids Are Innocent"                                   | Polydor 2059 023         | That's Life                        | 19               |
| Srpanj 1978.        | "If the Kids Are United"     | "Sunday Morning Nightmare"                                    | Polydor 2059 05          | -                                  | 9                |
| Listopad 1978.      | "Hurry Up Harry"             | "No Entry"                                                    | Polydor POSP 7           | That's Life                        | 10               |
| Ožujak 1979.        | "Questions and Answers"      | "Gotta Survive" (live) / "With a Little Help from My Friends" | Polydor POSP 27          | The Adventures of the Hersham Boys | 18               |
| Srpanj 1979.        | "Hersham Boys"               | "I Don't Wanna" (live) / "Tell Us the Truth" (live)           | Polydor POSP 64          | The Adventures of the Hersham Boys | 6                |
| Listopad 1979.      | "You're a Better Man Than I" | "Give a Dog a Bone"                                           | Polydor POSP 82          | The Adventures of the Hersham Boys | 49               |
| Ožujak 1980.        | "Tell the Children"          | "Jack"                                                        | Polydor POSP 136         | The Game                           | 45               |
| Lipanj 1980.        | "Unite and Win"              | "I'm a Man"                                                   | Polydor 2059 259         | The Game                           | -                |
| Srpanj 1987.        | "Rip and Tear"               | "The Great American Slowdown"                                 | Legacy LGY 69            | Volunteer                          | -                |
| Veljača 1988.       | "Outside the Warehouse"      | "Outside the Warehouse" (version)                             | Legacy LGY 71            | Volunteer                          | -                |
| Ožujak 1993.        | "Uptown"                     | "Borstal Breakout"                                            | C.M.P.                   | Information Libre                  | -                |
| Listopad 1993.      | "Action Time & Vision"       | "Bosnia" / "Hey Little Rich Boy" / "Reggae Giro"              | C.M.P. CMCCD 002         | Kings & Queens                     | -                |
| 1995.               | "Girlfriend"                 | "25 years" "Rainbow Warrior"(Greenpeace)                      | Red Cat                  | Soapy Water and Mister Marmalade   | -                |
| 1996.               | "Swampy"                     | Geoffery Thomas - Studenthead - Window Stare                  | Cleopatra                | The A Files                        | -                |
| 1996.               | ”Listen Up"                  | ”25 Years"                                                    | Empty Records            | Soapy Water and Mister Marmalade   | -                |
| 2006.               | "Hurry Up England"           | N/K                                                           | Parlophone               | -                                  | 10               |

### Kompilacijski albumi
- The First, the Best and the Last (1980)
- The Punk Singles Collection 1977–80 (1998)
- Angels With Dirty Faces 2-CD Anthology (1999) (Castle Music ESDCD 780)
- Laced Up Boots and Corduroys (2000)
- If The Kids Are United - The Best of Sham 69 (2001)
- The Best of Sham 69: Cockney Kids Are Innocent (2002)
- The Complete Collection: 3-disc (2004)
- Sham 69 - Set List: The Anthology (Re-recorded Greatest Hits on CD & LP) - Secret Records
- Hurry Up Harry: The Collection (2017)

### Pojavljivanja na kompilacijama
- Lords of Oi!  (1997)
- Teenage Kicks (4 April 2005)
- The Original Punk Album (2007)
- Punk 77/2007 30th Anniversary (2007)*
- DOA movie, Rip Off" Performed by Sham 69; recorded live at Roundhouse Studios

"Borstal Breakout" Performed by Sham 69; recorded live at Roundhouse Studios (1981)

### Albumi uživo
- Live and Loud!! (1987)
- The Complete Sham 69 Live (1989)
- Live at the Roxy Club (1990)
- Live in Italy (1996)
- Live at CBGB's (1998)
- Green Eggs & Sham (1999)
- SHAM 69 Live (2011)

## Vanjske poveznice
- http://www.sham69.com/  Arhivirana inačica izvorne stranice od 14. kolovoza 2011. (Wayback Machine)
- http://www.sham69.org/  Arhivirana inačica izvorne stranice od 4. rujna 2011. (Wayback Machine)